# Gondifelos
Gondifelos é uma povoação portuguesa do Município de Vila Nova de Famalicão que foi sede da extinta Freguesia de Gondifelos, freguesia que tinha 8,53 km² de área e 4.882 habitantes, e, por isso, uma densidade populacional de 285,8 hab/km². 
A Freguesia de Gondifelos foi extinta em 2013, no âmbito de uma reforma administrativa nacional, tendo sido agregada às freguesias de Cavalões e Outiz, para formar uma nova freguesia denominada União das Freguesias de Gondifelos, Cavalões e Outiz com sede em Gondifelos.
Gondifelos foi uma das 49 antigas freguesias do Município de Vila Nova de Famalicão e situa-se no limite ocidental do mesmo, acabando onde começam os vizinhos Municípios da Póvoa de Varzim e Barcelos.

## População
| População da freguesia de Gondifelos | População da freguesia de Gondifelos | População da freguesia de Gondifelos | População da freguesia de Gondifelos | População da freguesia de Gondifelos | População da freguesia de Gondifelos | População da freguesia de Gondifelos | População da freguesia de Gondifelos | População da freguesia de Gondifelos | População da freguesia de Gondifelos | População da freguesia de Gondifelos | População da freguesia de Gondifelos | População da freguesia de Gondifelos | População da freguesia de Gondifelos | População da freguesia de Gondifelos |
| ------------------------------------ | ------------------------------------ | ------------------------------------ | ------------------------------------ | ------------------------------------ | ------------------------------------ | ------------------------------------ | ------------------------------------ | ------------------------------------ | ------------------------------------ | ------------------------------------ | ------------------------------------ | ------------------------------------ | ------------------------------------ | ------------------------------------ |
| 1864                                 | 1878                                 | 1890                                 | 1900                                 | 1911                                 | 1920                                 | 1930                                 | 1940                                 | 1950                                 | 1960                                 | 1970                                 | 1981                                 | 1991                                 | 2001                                 | 2011                                 |
| 745                                  | 905                                  | 827                                  | 936                                  | 984                                  | 1 024                                | 1 121                                | 1 215                                | 1 336                                | 1 486                                | 1 591                                | 1 857                                | 1 461                                | 2 183                                | 2 438                                |

No censo de 1864 pertencia ao concelho de Barcelos

## Origem como freguesia
Foi esta freguesia uma Abadia da Apresentação da Mitra, na qual o abade tinha 600 mil reis anuais. Por legislação de 1836, a freguesia de Gondifelos passou a fazer parte do concelho de Vila Nova de Famalicão, tendo, até então, pertencido à Comarca de Barcelos. No entanto, Gondifelos voltaria a fazer parte integrante do Concelho de Barcelos dois anos depois, com a Carta de Lei de 22 de Fevereiro de 1838.
Finalmente, facto que seria concretizado por Decreto de 9 de Dezembro de 1872, Gondifelos passa a pertencer definitivamente ao concelho de Vila Nova de Famalicão, por exigência dos seus habitantes que pediam a sua anexação a Famalicão. Para além disso, existia ainda uma outra razão muito forte que consistia na abertura da estrada real entre a Vila de Famalicão e a Póvoa de Varzim, a qual, passando pelo centro da freguesia, poria os seus habitantes ainda em mais fácil comunicação com a Vila.

## História
Quanto às origens de Gondifelos, embora não sejam conhecidas provas documentais, supõe-se que o seu topónimo deverá ser de origem germânica. É muito provável que no passado, alguém de nome “Gonti” tenha tomado posse destas terras, dando-lhe o seu nome. A primeira documentação que se conhece de Gondifelos surge em 1220, nas “Inquirições Gerais de D. Afonso II”, nas quais é citada como Sancto Felice de Gundefelus, tendo-lhe sido atribuído São Félix como orago. Nas Inquirições de 1258 era esta freguesia chamada de “Gondoferus”. A evolução do seu nome foi documentada ao longo dos tempos, onde é mencionada como “Gonderelos”, “Gundofelos” e, finalmente, o nome actual “Gondifelos”.
No entanto, é sabido que o seu povoamento é muito anterior, sendo prova disso o Castro de Penices.

### Castro de Penices
Transmitidos por documentação antiga, principalmente medieval, numa época em que as mamoas eram referenciadas como marcos de delimitação, foi identificada uma mamoa isolada no limite da freguesia de Gondifelos com a de Negreiros.
O Castro de Penices é um exemplo paradigmático da cultura Castreja em Gondifelos, caracterizado, segundo dados recolhidos nas investigações nele efectuadas, pela fortificação dos povoados, onde era notória a petrificação das estruturas defensivas.
A primeira ocupação deste sítio deverá montar aos séculos IX/VIII a.C.. Encontra-se assente num remate de esporão à altitude de 99 m, sobranceiro ao rio Este e a uma grande mancha de terrenos aluviais cuja fertilidade é assinalável.
A interrupção do relevo pelo rio criou uma imponente escarpa, verdadeira defesa natural do povoado que, por esse motivo, contribuiu para a simplificação do seu sistema defensivo no flanco Oeste-Noroeste.
O Castro de Penices é um pequeno povoado circundado por uma muralha e reforçado, pelo lado mais vulnerável, com três fossos e três taludes.
As escavações arqueológicas realizadas entre 1987 e 1992 vieram demonstrar a ocupação do sítio ao longo de quase o I Milénio a.C. com abandono na primeira metade do século I d.C. e uma curta reocupação nos finais do século IV início do século V.
Gondifelos é uma pequena aldeia milenar fincada nas colinas verdes do concelho de Vila Nova de Famalicão, bem no coração do Minho. Trata-se de uma terra essencialmente agrícola e, como tal, a sua cultura está intimamente ligada ao seu passado, sendo dignamente representada por um Rancho Folclórico e um Grupo de Cantares Tradicionais.
No passado, Gondifelos era uma comunidade rica, com uma cultura popular muito própria e perfeitamente enquadrada no meio rural que a viu nascer.

## Paisagem
A sua paisagem é muito uniforme, com pinheiros, vinhedos e milheirais e as suas cantigas tinham uma relação muito forte com os trabalhos do campo e com as tarefas agrícolas, principalmente com as cegadas, as malhadas, as desfolhadas e as espadeladas. Não podemos deixar de referir que Gondifelos, com toda esta riqueza cultural, fazia-se notar principalmente pelas suas cantadeiras que se faziam ouvir nos seus famosos ternos (a três vozes) e era muito rico em trajes, sobressaindo o seu característico chapéu de pano por muitos admirado, sendo único em todo o país.

## Património
Bem no centro da freguesia existe uma obra românica, conhecida pela “Ponte da Gravateira” sobre o rio Este, para além das diversas “alminhas” e “capelinhas” espalhadas pelo seu território.
- Capela e Cruzeiro de Santa Maria Madalena
- Capela do Senhor da Ponte
- Capela do Senhor da Agonia
- Capela de Santa Luzia
- Igreja Paroquial de São Félix e Santa Marinha

## Festividades
Anualmente, sempre no último Domingo do mês de Agosto, realiza-se a secular “Feira das Cebolas”, famosa no calendário de festas de Portugal. Esta feira, em tempos mais remotos, era o ponto de encontro de todos os produtores de cebolas do local e arredores, servindo para comercializar o produto e estabelecer os preços de referência a praticar nesse ano.
Situado na margem esquerda do Rio Este, no lugar de Penices, existe um moinho de papel ou papeleiro, fundado nos anos vinte do século XX pelo padre Baltazar João Furtado, descendente de duas importantes famílias da região. Embora, no passado, tivesse produzido papel de embalagem e sacos, reciclando trapo e papel velho, a partir da década de sessenta passa a fabricar unicamente cartão, utilizando as mesmas técnicas e processos de fabrico do tempo do seu fundador. Chegado aos nossos dias com o nome de Fábrica de Papel e Cartão de Gondifelos, encontra-se encerrado desde Janeiro de 2001.

### Feira anual das cebolas
As Feiras tiveram um papel importante sob o ponto de vista social e cultural. O homem que vivia curvado sobre a terra encontrava nestas alturas uma oportunidade de se expandir, de se divertir, de dar largas ao seu instinto de sociabilidade. Na feira ele obtinha notícias sobre o mundo que o rodeava, ouvia as histórias dos mercadores, as aventuras por eles passadas, as lendas e tradições de outras regiões.
O dia de Feira era um dia festivo e, por isso, as pessoas vestiam o seu fato domingueiro e vinham a pé ou a cavalo. Os comerciantes vinham no dia anterior à feira com carros de bois muito bem decorados. Pernoitavam no local da feira e traziam com eles os produtos próprios da época para serem comercializados, principalmente cebolas.
A Feira Anual das Cebolas de Gondifelos é uma feira muito antiga, não havendo memória da sua origem. Sabe-se apenas que sempre se realizou uma vez por ano, no último Domingo do mês de Agosto, e que tem muito mais de cem anos, podendo, por isso, ser considerada uma feira secular e famosa no calendário de festas de Portugal.
A Feira das Cebolas era também uma feira muito concorrida, chamando até ela gente da terra e arredores. Esta era a feira por excelência, pois era aqui que, em tempos passados, se estabelecia o preço dos produtos, o qual seria tido como preço padrão nas práticas comerciais futuras.
As cebolas apresentavam-se dispostas em cabos que foram cuidadosamente preparados nas semanas antecedentes à feira. Os comerciantes dedicavam-se com imenso brio à execução dessa tarefa, pois cada qual tinha orgulho em se apresentar na feira com cabos de cebolas mais bonitos e vistosos que os restantes.
A Feira das Cebolas é um marco da vida da freguesia de Gondifelos e arredores e a comunidade deseja contribuir para que continue a realizar-se e a preservar o seu cariz histórico e, principalmente, sociológico, mantendo as suas tradições e costumes, que é aquilo que melhor identifica o nosso povo.